# Charles Noland
Charles Noland (* 20. Jahrhundert) ist ein US-amerikanischer Schauspieler.

## Leben
Charles Noland studierte im US-amerikanischen Bundesstaat Kalifornien Schauspiel. An der University of California, Santa Cruz erlangte er den Bachelor, die University of California, Davis schloss er mit dem Master of Fine Arts ab. 
Er spielte auf der Bühne auf unterschiedlichen Shakespeare-Festivals in verschiedenen US-amerikanischen Städten. Vor der Kamera stand er bei über hundert Film- und Serienproduktionen, hier überwiegend in Neben- und Episodenrollen. In der Serie The West Wing hatte er die wiederkehrende Rolle des Reporters Steve. In der Zeit seines Engagements gewann die Serie zweimal den Primetime Emmy Award in der Kategorie Beste Dramaserie. In der Serie Emergency Room war er von der zweiten bis zur vierten Staffel als Notaufnahmekoordinator E-Ray zu sehen und gewann in dieser Zeit zwei Screen Actors Guild Awards als Mitglied des besten Schauspielensembles einer Dramaserie.
Neben der aktiven Tätigkeit als Schauspieler unterrichtete er dieses Fach auch an verschiedenen Colleges und Universitäten, beispielsweise an den Universitäten in Davis und Fresno.

## Filmografie (Auswahl)
- 1982: Seven Brides for Seven Brothers (Episode 1x14)
- 1986: Ein Engel auf Erden (Highway to Heaven, Episode 2x17)
- 1987: Nicht jetzt, Liebling (Surrender)
- 1988: Sunset – Dämmerung in Hollywood (Sunset)
- 1988: Cheers (Episode 7x5)
- 1989: Das Bankentrio (Three Fugitives)
- 1989: Die besten Jahre (Thirtysomething, Episode 2x9)
- 1989–1992: Matlock (2 Episoden)
- 1990: Hunter (2 Episoden)
- 1991: Polizeibericht (Dragnet, Episode 1x15)
- 1992: Wayne’s World
- 1993: Die Abenteuer des Brisco County jr. (The Adventures of Brisco County, Jr., Pilot)
- 1993: Kaltblütig geopfert (Precious Victims)
- 1994: Viper (Episode 1x4)
- 1994: Die kleinen Superstrolche (The Little Rascals)
- 1995–1997: Emergency Room – Die Notaufnahme (ER, 13 Episoden)
- 1996: Aus nächster Nähe (Up Close & Personal)
- 1996: Das Leben und Ich (Boy Meets World, Episode 4x1)
- 1996: Sliders – Das Tor in eine fremde Dimension (Sliders, Episode 3x2)
- 1998: Desperate Measures
- 1998: Break Up – Nackte Angst (Break Up)
- 1999: Martial Law – Der Karate-Cop (Martial Law)
- 1999–2006: The West Wing – Im Zentrum der Macht (The West Wing, 43 Episoden)
- 2001: Blow
- 2001: Bubble Boy
- 2002: S1m0ne
- 2003: Old School – Wir lassen absolut nichts anbrennen (Old School)
- 2004: Cold Case – Kein Opfer ist je vergessen (Cold Case, Episode 1x14)
- 2005: My Name Is Earl (Episode 1x10)
- 2007: Saving Grace (Episode 1x12)
- 2008: Navy CIS (NCIS, Episode 6x6)
- 2012: Shameless (Episode 2x5)
- 2017: One Mississippi (2 Episoden)